# Ugo Schiff
Hugo Joseph Schiff, italianizzato in Ugo Schiff (Francoforte sul Meno, 26 aprile 1834 – Firenze, 8 settembre 1915), è stato un chimico tedesco naturalizzato italiano.

## Biografia
Nato in una famiglia di commercianti tedeschi di origine ebraica, fu studioso e docente di chimica in Italia. Allievo di Friedrich Wöhler all'Università di Gottinga, espatriò dalla Germania fin dal 1856 (tornando a Gottinga solo per la laurea); dal 1862 si trasferì in Italia, seguendo il fratello maggiore, Moritz Schiff, fisiologo affermato e tra i primi divulgatori, in Germania, delle idee di Darwin. L'allontanamento dalla Germania dei due fratelli è riconducibile sia alle origini ebraiche della famiglia sia alle loro idee socialiste e a una presunta corrispondenza di Ugo Schiff con Karl Marx. Nel 1864, grazie all'interessamento di Carlo Matteucci, fu chiamato a divenire il primo docente di chimica presso il Regio Museo di Fisica e Storia Naturale di Firenze, dove rimase fino al 1877, quando venne chiamato a ricoprire i ruoli di professore di chimica generale e di direttore del laboratorio farmaceutico dell'Università di Torino. Nel 1879 tornò a Firenze, occupando la cattedra di chimica dell'Istituto di Studi Superiori e conducendo importanti studi, tra cui quelli su i glucosidi, gli acidi polibasici e il furfurolo.
Fra le sue scoperte, quella dei prodotti di condensazione delle aldeidi e delle ammine con l'anilina, successivamente noti come basi di Schiff. Il suo nome è legato anche ad un reattivo per le aldeidi (Reattivo di Schiff), costituito dalla combinazione bisolfitica della fucsina, ottenuta decolorando con bisolfito o anidride solforosa una soluzione di fucsina: in presenza di aldeidi, il reattivo ripristina il colore violetto poiché l'aldeide, legandosi con il radicale solforoso, libera nuovamente la fucsina.
Nel 1876 pubblicò il fortunato testo "Introduzione allo studio della chimica". Contribuì a fondare una delle più importanti scuole di chimica in Italia. Con Stanislao Cannizzaro, Francesco Selmi,  ed Emanuele Paternò, fu tra i fondatori della Gazzetta Chimica Italiana.
Attivo nella vita culturale e civile di Firenze, si occupò di didattica delle materie scientifiche e dell'organizzazione degli studi universitari sino in tarda età. Fermo nelle sue idee di uguaglianza sociale e solidarietà, nel 1894 fu tra i soci fondatori del giornale socialista l'"Avanti!"
È sepolto nel cimitero fiorentino di Trespiano.

## Omaggi
- L'Università degli Studi di Firenze in suo onore gli ha intitolato il Dipartimento di Chimica, sito presso il Polo Scientifico e Tecnologico di Sesto Fiorentino.

## Opere

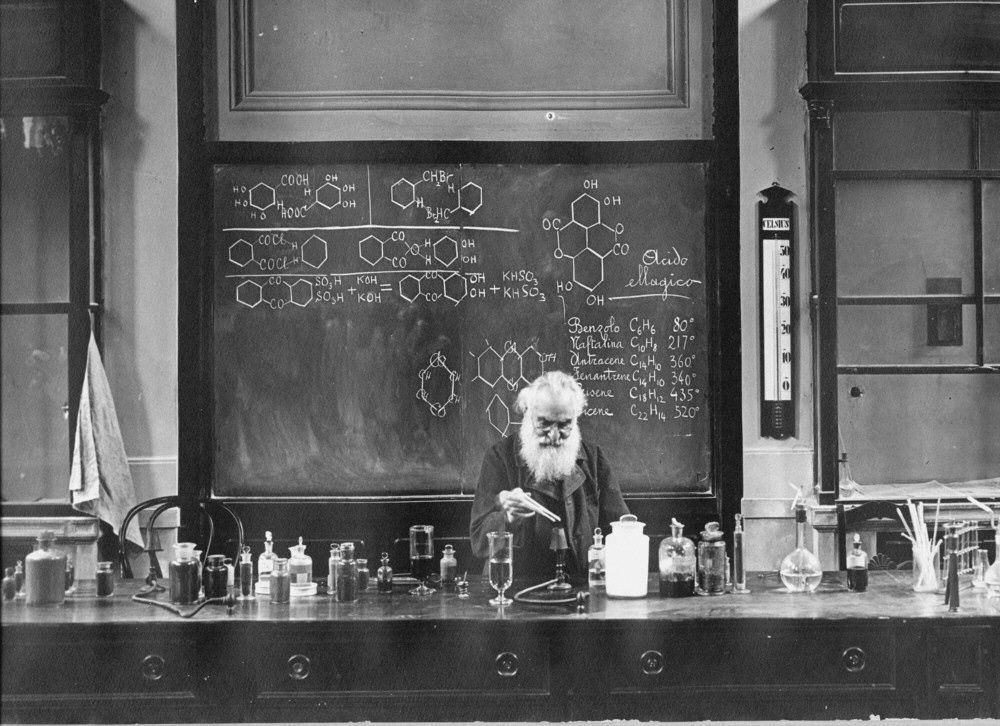
Ugo Schiff nel 1915

- Ugo Schiff nel 1915Ugo Schiff. Introduzione allo studio della chimica secondo le lezioni fatte nel Museo di Scienze Naturali in Firenze. Torino, E. Loescher, 1876
- Ugo Schiff. Cenni di chimica mineralogica. Palermo, Stabilimento Tipografico di Francesco Lao, 1866
- Ugo Schiff. Ricerche intorno ai composti del biureto. Firenze, Tip. Dei Minori Corrigendi, 1896
- Ugo Schiff. Quindici anni di vita universitaria dello Istituto di studi superiori in Firenze : ricordi storici e didattici. Bologna, Tip. Gamberini e Parmeggiani, 1890
- Ugo Schiff. Empirismo e metodo nella applicazione della chimica alle scienze naturali e biologiche : prolusione alle lezioni dell'anno 1876-77. Torino, Casanova, 1877
- Ugo Schiff. Separazione delle funzioni basica ed acida nelle soluzioni degli aminoacidi per mezzo della formaldeide. Palermo, tip. "Lo Statuto", 1902